# Дуальде, Альфредо
Альфредо Дуальде Васкес (исп. Alfredo Duhalde Vásquez; 30 июня 1898 — 10 апреля 1985) — чилийский политик.
После смерти президента Хуана Антонио Риоса Моралеса был непродолжительное время вице-президентом Чили с 27 июня по 17 октября 1946 года, с кратким интервалом с 3 по 13 августа.
Занимая пост министра внутренних дел при президенте Хуане Антонио Риосе, Дуальде 17 января 1946 года де-факто возглавил правительство, в связи с серьёзными проблемами со здоровьем президента. Риос умер 27 июня, Дуальде как вице-президент управлял Чили до новых президентских выборов. Заменён в течение десяти дней на Висенте Мерино Билиша. Дуальде ушёл в отставку 17 октября 1946.